# 罗森谷地圣马加雷滕
罗森谷地圣马加雷滕是奥地利克恩顿州克拉根福兰县的一个市镇。总面积44平方公里，总人口1104人，人口密度25.1人/平方公里（2005年）。